# Hans Reinhard
Pour les articles homonymes, voir Reinhard.
Hans Reinhard, né le 20 février 1755 à Zurich, mort le 23 décembre 1835 dans la même ville, est une personnalité politique suisse. 
Il représente la confédération des XXII cantons lors du congrès de Vienne en 1814-1815. Il fut le dernier landamann suisse après la fin du protectorat français.